# NGC 870
NGC 870 è una lontana galassia lenticolare compatta situata nella costellazione dell'Ariete, a una distanza di circa 808 milioni di anni luce dalla nostra Via Lattea.

## Scoperta
La galassia è stata scoperta il 22 novembre 1854 dall'astronomo irlandese R. J. Mitchell.